# Anton Dunckern
Anton Leonhard Dunckern est, né le 29 juin 1905 à Munich et mort le 9 décembre 1985 dans cette même ville, un officier général de la police politique nazi pendant la Seconde Guerre mondiale.

## Biographie
Diplômé en droit de la Faculté de Munich, Dunckern intègre la police politique bavaroise en 1933, avant de rejoindre la Gestapo à Berlin un an plus tard. Après le plébiscite de la Sarre en 1935, Dunckern prend la direction de la Gestapo à Sarrebruck, poste qu'il occupe jusqu'en 1939. Dunckern est nommé ensuite chef régional du SD, dans le land de Brunswick. Il dirige l'Einsatzgruppe II de la Sicherheitspolizei (SIPO) et du SD qui se déploie en Moselle en 1940, pour installer des antennes de la Gestapo, du SD et de la police criminelle dans les principales villes.
Pendant l’annexion, Anton Dunckern est nommé commandant de la police de sécurité et du SD dans la région Sarre-Lorraine. Il prend ses fonctions à Metz, dans les locaux de la rue aux Ours, à partir de juillet 1940. En 1942, Dunckern est promu au grade de "SS-Brigadeführer und Generalmajor der Polizei", général de brigade dans la Police et la SS. Il remplit la prison et supervise le camp d'internement du fort de Queuleu et le camp de Woippy. À l'approche des troupes américaines, en septembre 1944, Dunckern est nommé "SS und Polizeiführer Metz", autrement dit chef de toutes les forces de police à Metz. Pendant la bataille de Metz, il est fait prisonnier dans la nuit du 19 au 20 novembre 1944.
Étant l’officier SS de rang le plus élevé dans la zone opérationnelle de la IIIe Armée américaine, Dunckern est personnellement interrogé par le général George Patton, qui le considère comme un prisonnier politique, non comme simple prisonnier de guerre. En avril 1945, Dunckern est emprisonné en Angleterre. Puis, il est transféré dans un centre de rétention aux États-Unis. De l'automne 1947 au printemps 1953, il est incarcéré dans une prison militaire à Metz. En novembre 1948, il témoigne au tribunal militaire de Metz en faveur du commandant du camp de Woippy, le SS Fritz Kirchdorfer. Au cours de cette détention, il fut aussi appelé à témoigner trois fois au procès de Nuremberg.
Le 1er juillet 1953, Dunckern est jugé comme un criminel de guerre par les tribunaux de la 6e Région militaire à Metz. Reconnu coupable, il est alors condamné à vingt ans de travaux forcés. Il est transféré à la prison de Loos-lès-Lille et libéré en juin 1954, puis retourne s'installer à Munich où il fait une carrière d'avocat. Il meurt  le 9 décembre 1985 à Munich.

## Sources
- (de) « Der erste Gestapo-Chef des Saarlandes und spätere Befehlshaber der Sicherheitspolizei und des SD in Lothringen-Saarpfalz, », dans Jahrbuch für westdeutsche Landesgeschichte 18, 1992, p. 303-324.
- (de) Ernst Klee, Das Personenlexikon zum Dritten Reich. Aktualisierte 2. Auflage., Francfort-sur-le-Main, Fischer Verlag, 2007.
- (de) Andreas Schulz et Günter Wegmann, Die Generale der Waffen-SS und der Polizei Band, t. I, Bissendorf, Biblio Verlag, 2003.
- (en) Phil Nix et Georges Jerome, The Uniformed Police Forces of the Third Reich 1933 1945, Stockholm, Leandoer et Ekholm, 2006, 2e éd., 380 p. (ISBN 978-91-975894-3-7, OCLC 780522747).
- Cédric Neveu, La Gestapo en Moselle : une police au cœur de la répression nazie, Metz, Éditions du quotidien, 2015, 303 p. (ISBN 978-2-37164-052-8, OCLC 951780374, BNF 44428987).
- Notices d'autorité :   - VIAF
  - ISNI
  - GND